# 何者
『何者』（なにもの）は、江戸川乱歩の著した中編本格推理小説。『時事新報』夕刊に1929年（昭和4年）11月27日号から12月29日号まで連載された。
明智小五郎が活躍する、いわゆる「明智もの」の一つで、明智の登場する短編としては戦前最後のものにあたる。

## あらすじ
「私」は、大学の同級生、甲田伸太郎と、同じく同級生の結城弘一の鎌倉の家で最後の夏休みを満喫していた。最後のというのは、甲田は9月より商社勤め、私と結城弘一は軍隊に入営することが決まっていたからである。そんなある日の夜、弘一が父親の書斎で何者かに撃たれ、足に重傷を負うという事件が起こる。泥棒が書斎の窓から侵入して部屋を物色しているところに弘一が入り、撃たれたものらしい。近くを通って銃声を聞いた甲田が真っ先にかけつけたが、すでに誰もいなかった。その泥棒は、現金よりも価値のない万年筆などの小さな金製品ばかりを盗んでいったので、近所にいる黄金マニアの琴野光雄が犯人と目されるが、弘一は持ち前の探偵趣味を発揮し、入院先のベッドで「私」や波多野警部を前にして、犯人は甲田だという推理を披露する。実際、甲田に不利な証拠が見つかり、甲田は捕らえられ起訴される。しかし以前から結城家に出入りしていた謎の男、赤井は退院した結城弘一と砂浜でふたりきりになったとき、すべて事件はあなたの自作自演なのだという。弘一は父が陸軍少将ながら極度の軍隊恐怖症者で、兵役を逃れるために自分の足を撃ったのだと。その話をしているすぐ背後には、彼の許嫁志摩子と「私」もいたのだった。最後に赤井は、自分は弘一が日ごろ軽蔑している明智小五郎なのだと正体を明かす。

## 主要登場人物
私（松村（まつむら））
主人公。本作の語り部。
甲田 伸太郎（こうだ しんたろう）
「私」の友人。事件の第一発見者。
結城 弘一（ゆうき ひろかず）
被害者。「私」の友人。父親は陸軍少将。探偵小説の愛読者。
結城 志摩子（ゆうき しまこ）
結城弘一の従妹にして許嫁。
常さん（つねさん）
結城家の下男。事件時に奇妙な行動を取る。
波多野警部（はたの）
事件を担当している敏腕警部。
赤井（あかい）
結城家に逗留している謎の客。探偵的行動をとる。

## 評価
江戸川乱歩によれば、「（動機に）一つの独創があり、自分ではよく出来た作と思つてゐたのに、全く反響がなかつた」という。

## 備考
作中に『明智小五郎探偵談』という書物が登場し、結城弘一が「この男はいやに理屈っぽいばかりだ」とけなす場面がある。これは架空の書物であり、当時、明智小五郎の名を冠した書籍はまだ存在していなかったが、その後、『名探偵明智小五郎』（先進社、1930年4月）が刊行され、『何者』が初収録された（他に『D坂の殺人事件』から『屋根裏の散歩者』までの5短編と、『一寸法師』を収録）。
真犯人が明かされる最終章の見出しは「THOU ART THE MAN」となっており、これはエドガー・アラン・ポーの短編小説『お前が犯人だ』の原題と同じである。

## テレビドラマ
『シリーズ・江戸川乱歩短編集II 妖しい愛の物語 何者』
（2016年12月26日放送、NHK BSプレミアム）
原作では赤井の正体は読者に対しても結末まで伏せられているが、このドラマ版においては、赤井の正体は視聴者には最初から明らかにされている。
キャスト：
- 明智小五郎／赤井：満島ひかり
- 私（松村）、朗読：平井“ファラオ”光
- 結城：若葉竜也
- 甲田伸太郎：池上幸平
- 志摩子：真野恵里菜
- 常さん：麿赤兒
- 結城少将：野口雅弘
- 結城夫人：吉行由実
- 琴野光雄：宮本正也
- 波多野警部：斉木しげる

## 収録作品
- 角川文庫 『黄金仮面』 1973年7月
- 集英社文庫『明智小五郎事件簿 2』平山雄一・編（2016年）